# Bardin Bluffs
Die Bardin Bluffs sind imposante Felsenkliffs in den Prince Charles Mountains des ostantarktischen Mac-Robertson-Lands. Auf der Nordseite der Pagodroma Gorge ragen sie 3 km südwestlich des am Beaver Lake befindlichen Taleingangs auf.
Das Antarctic Names Committee of Australia benannte sie nach dem sowjetischen Geowissenschaftler W. I. Bardin, der im Rahmen mehrerer Kampagnen sowjetischer Antarktisexpeditionen Pionierstudien zur Glazialgeologie im Gebiet der Prince Charles Mountains durchgeführt hatte.